# Schizothorax pseudoaksaiensis issykkuli
Schizothorax pseudoaksaiensis issykkuli is een ondersoort van de straalvinnige vissen uit de familie van de eigenlijke karpers (Cyprinidae). De wetenschappelijke naam van de soort is voor het eerst geldig gepubliceerd in 1907 door Berg.
Deze ondersoort is endemisch in het Issyk Koelmeer in Kirgizië. De vis is van commercieel belang maar staat ernstig onder druk vanwege overbevissing.